# 남말루쿠 공화국

남말루쿠 공화국의 국기

남말루쿠 공화국의 문장

남말루쿠 공화국은 인도네시아의 독립에 반대해 말루쿠 제도 남부의 암본섬, 부루섬, 스람섬(세람섬)의 말루쿠인들이 독립을 선포한 분리주의 미승인 국가이다. 1950년 4월 독립을 선언하였고, 1950년 11월 암본섬에서 진압되었다. 그리고 1963년까지 세람섬에서 항쟁을 이어갔지만 모두 진압당해 1966년에 망명정부를 구성하였다.

## 같이 보기
- 말루쿠인
- 서파푸아 공화국